# Богоматерь цветов
«Богоматерь цветов» (фр. Notre Dame des Fleurs) — дебютный роман французского писателя Жана Жене. Поэтический роман, который в значительной степени автобиографичен, повествует о жизни дна парижского общества, характеры персонажей срисованы с реально существовавших людей, которые главным образом были гомосексуальны и принадлежали к маргинальному миру.

## История создания
Жан Жене начал работу над романом в 1942 году, в тюрьме Френ, где он отсиживал очередной срок за кражу из книжного магазина томика ещё неизвестного ему Пруста. Писатель вызывал у себя фантазии, которые должны были помочь ему мастурбировать, и записывал их на оберточной бумаге. В романе они приписываются Дивине, юноше-проститутке, который умирает и вспоминает своих бывших любовников. Произведение впервые подпольно опубликовано в 1943 году в Париже тиражом 350 экземпляров. Первая «официальная» публикация появилась в следующем году, когда Марк Барбеза напечатал фрагмент романа в издаваемом им престижном журнале «Арбалет». Роман, изначально предназначавшийся для узкой публики, вскоре был отцензурирован самим Жене, который убрал наиболее шокирующие его фрагменты.

## Сюжет
Роман раскрывает историю жизни Дивайна, дрэг-квин, который в начале романа умирает от туберкулёза и в итоге причисляется к святым.
Дивайн жил в мансарде (с видом на кладбище Монмартра), которую делил с различными любовниками, самым главным из которых являлся сутенёр по кличке Любимчик Дэйнтифут. Однажды Любимчик приводит домой молодого хулигана и убийцу по прозвищу «Богоматерь цветов», который в конце концов был арестован, предан суду и отправлен на гильотину за убийство пожилого клиента. «Старик был обречен. У него уже ни на кого не вставал», — таковы были его последние слова на суде.